# Suki-tte Ii na yo
Suki-tte Ii na yo. (яп. 好きっていいなよ。, Сукі-тее іі на йо., неоф.укр.Скажи: "Я люблю тебе") — манґа Канае Хадзукі, що виходив в журналі Dessert з квітня 2008 року. Аніме-адаптація, була створена компанією Zexcs, яка стартувала 6 жовтня 2012 року.

## Сюжет
Мей вже 16, але у неї ще немає хлопця. Так що там, у неї і друзів ніколи не було. Весь час одна, тому не дивно, що з неї насміхалися і раз у раз «жартували». Але й ангельському терпінню приходить кінець. Одного разу Мей покарала свого головного кривдника, вдаривши його. Ось тільки сплутала трохи, і замість поганого хлопця удар прийняв його кращий друг, а за сумісництвом ідол школи Ямато Куросава. Незвичайна поведінка дівчини тут же розбудило в ньому інтерес, та такий, що Ямато врятував Мей від сталкера за допомогою поцілунку. Однак у Ямато багато друзів і фанаток, які не бажають брати Мей в своє коло і дівчині доведеться постаратися, перш ніж вона зможе сказати Куросаві: «Я тебе люблю».

## Персонажі
Мей Татібана (яп. 橘 めい, Татібана Мей) — у дитинстві Мей була дуже товариською, але не змогла знайти собі справжніх друзів. А ті, кого вона вважала такими, зрадили її, залишивши глибокий слід у її серці. Тому Татібана закрилася від усіх, боячись, що її знову зрадять. До старших класів дівчина стала зовсім асоціальною. Ні з ким не розмовляла й завжди ходила похмура. Дуже любить кішок, намагається прилаштувати бездомних кошенят. У неї є кіт Зефір.
Сейю: Ай Каяно
Ямато Куросава (яп. 黒沢 大和, Куросава Ямато) — ідол школи. Його кращий друг якось звернув увагу на відлюдькувату Татібану, над якою так весело «жартувати». Однак саме того дня Мей жарти не оцінила і вдарила кривдника. Правда, Мей не зрозуміла, хто ж смикнув її за спідницю, і покарання дісталося Ямато. Пізніше, пояснивши все Мей і давши їй номер свого телефону, Куросава був чимало здивований, що в той же день Мей попросила його про допомогу коли її переслідував маніяк. І поступово Ямато закохується в Мей. Дуже любить кішок. Пізніше вони з Мей почнуть зустрічатися.
Сейю: Такахіро Сакураї
Асами Ойкава (яп. 及川 あさみ, Ойкава Асами) — однокласниця Мей, яка стала її подругою. Комплексує з приводу своїх великих грудей. Ненавидить людей, які в першу чергу звертають увагу на її форми. Однак вона все ж чекає свого принца, який захистить її. Саме тому її ідеал — Ямато, адже в середній школі він був єдиним, хто ставився до неї нормально і заступався за неї.
Сейю: Риса Танеда
Кендзі Наканісі (яп. 中西 健志, Наканісі Кендзі) — однокласник Мей, що тільки й жартував над нею. Найкращий друг Ямато. Закоханий у Асамі.
Сейю: Нобунага Сімадзакі
Айко Муто (яп. 武藤 愛子, Муто: Айко) — однокласниця Мей, зухвала і нестримана на слова та вирази. Стала такою через свого першого хлопця, який зрадив їй, незважаючи на те, як вона намагалася подобатися йому. Закохалася в Ямато, який підтримав її в цей важкий момент і допоміг своєрідно помститися. Після всього пережитого стрімко схудла і стала справжньою красунею, проте лише небагатьом вона готова показати залишені на животі розтяжки. Пізніше все ж подружилася з Мей, помирив її з Ямато.
Сейю: Юмі Утіяма
Масасі Татікава (яп. 立川 雅司, Татікава Масасі) — коханець Айко, якому вона подобалася ще до того, як схудла. Йому єдиному вона показала, як відбилося схуднення на її тілі.
Какеру Хаякава (яп. 早川 駆流, Хаякава Какеру) — однолітка Ямато і Мей. Щоб домогтися популярності, заводить все нові і нові романи.
Тіхару (яп. 千晴, Тіхару) — друг дитинства Какеру. Вона завжди піклується про нього. Боїться зізнатися собі, що сильно любить Хаякаву, адже тоді вони перестануть бути друзями.
Мегумі Кітагава (яп. 北川 めぐみ, Кітагава Мегумі) — починаюча модель, яка перевелася до школи Ямато і Мей. Насправді закохана в Ямато і намагається його дістати. Грає перед своїми фанатами милу дівчину, тому що боїться, що її знову, як у дитинстві, будуть вважати потворною. Через ці спогади не спілкується з матір'ю і живе одна.
Сейю: Мінако Котобукі
Кай Такемура (яп. 竹村 海 Такемура Кай) — в середній школі був хлопчиком для биття. Єдиним, хто з ним спілкувався, був Ямато. Цілий рік готуючи свою помсту кривдникам, він вступив в старшу школу, коли Ямато і Мей перейшли на другий рік навчання. Був постійним відвідувачем пекарні, де працює Мей, подружився з нею і поступово закохався. Обожнює парк розваг Ленд.
Сейю: Томоакі Маено
Нагі Куросава (яп. 黒沢 凪, Куросава Нагі) — молодша сестра Ямато. Спочатку не полюбила Мей. Проте її історія дуже схожа на ту, що сталася і з Мей в молодшій школі, тому Нагі змогла з нею подружитися. Прекрасна в рукоділлі і готуванні.
Дайті Куросава (яп. 黒澤 大地, Куросава Дайті) — старший брат Ямато.

## Медіа

### Манґа

#### Список томів
| №  | Японською       | Японською                                                     | Англійською    | Англійською            |
| №  | Дата виходу     | ISBN                                                          | Дата виходу    | ISBN                   |
| -- | --------------- | ------------------------------------------------------------- | -------------- | ---------------------- |
| 1  | 11 серпня 2008  | ISBN 978-4-06-365517-9                                        | 29 квітня 2014 | ISBN 978-1-61262-602-4 |
| 2  | 2 лютого 2009   | ISBN 978-4-06-365542-1                                        | 10 червня 2014 | ISBN 978-1-61262-603-1 |
| 3  | 10 серпня 2009  | ISBN 978-4-06-365565-0                                        | 26 серпня 2014 | ISBN 978-1-61262-604-8 |
| 4  | 13 січня 2010   | ISBN 978-4-06-365585-8                                        | 14 жовтня 2014 | ISBN 978-1-61262-605-5 |
| 5  | 13 липня 2010   | ISBN 978-4-06-365612-1                                        | 16 грудня 2014 | ISBN 978-1-61262-606-2 |
| 6  | 13 січня 2011   | ISBN 978-4-06-365637-4 Special Edition ISBN 978-4-06-362179-2 | 10 лютого 2015 | ISBN 978-1-61262-671-0 |
| 7  | 13 липня 2011   | ISBN 978-4-06-365655-8                                        | 28 квітня 2015 | ISBN 978-1-61262-672-7 |
| 8  | 13 січня 2012   | ISBN 978-4-06-365677-0                                        | 9 червня 2015  | ISBN 978-1-61262-673-4 |
| 9  | 24 липня 2012   | ISBN 978-4-06-365699-2                                        | 25 серпня 2015 | ISBN 978-1-61262-674-1 |
| 10 | 11 січня 2013   | ISBN 978-4-06-365719-7                                        | 13 жовтня 2015 | ISBN 978-1-61262-675-8 |
| 11 | 24 липня 2013   | ISBN 978-4-06-365744-9                                        | 15 грудня 2015 | ISBN 978-1-63236-041-0 |
| 12 | 13 лютого 2014  | ISBN 978-4-06-365762-3                                        | 23 лютого 2016 | ISBN 978-1-63236-042-7 |
| 13 | 24 липня 2014   | ISBN 978-4-06-365780-7                                        | 19 квітня 2016 | ISBN 978-1-63236-214-8 |
| 14 | 13 квітня 2015  | ISBN 978-4-06-365806-4                                        | 7 червня 2016  | ISBN 978-1-63236-268-1 |
| 15 | 13 жовтня 2015  | ISBN 978-4-06-365836-1                                        | 2 серпня 2016  | ISBN 978-1-63236-269-8 |
| 16 | 13 квітня 2016  | ISBN 978-4-06-365859-0                                        | 11 жовтня 2016 | ISBN 978-1-63236-302-2 |
| 17 | 13 жовтня 2016  | ISBN 978-4-06-365881-1                                        | 20 грудня 2016 | ISBN 978-1-63236-303-9 |
| 18 | 13 вересня 2017 | ISBN 978-4-06-365930-6                                        | 19 грудня 2017 | ISBN 978-1-63236-441-8 |
| 19 | 23 липня 2022   | —                                                             |                |                        |